# Schullandheim Wegscheide

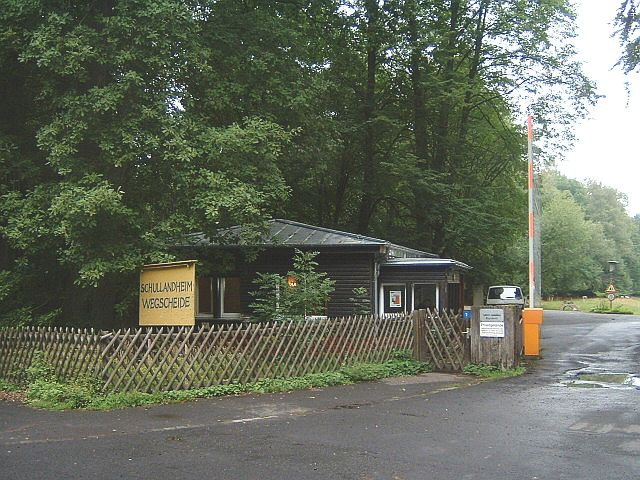
Wegscheide (Eingangsbereich)

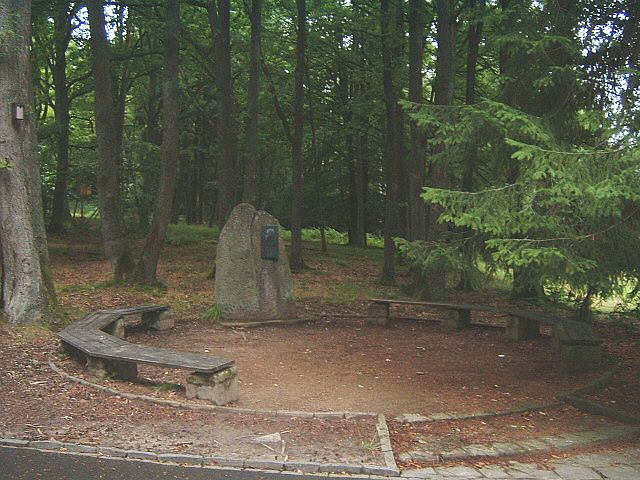
Das Jaspertrondell dient auch als Klassenzimmer im Freien.

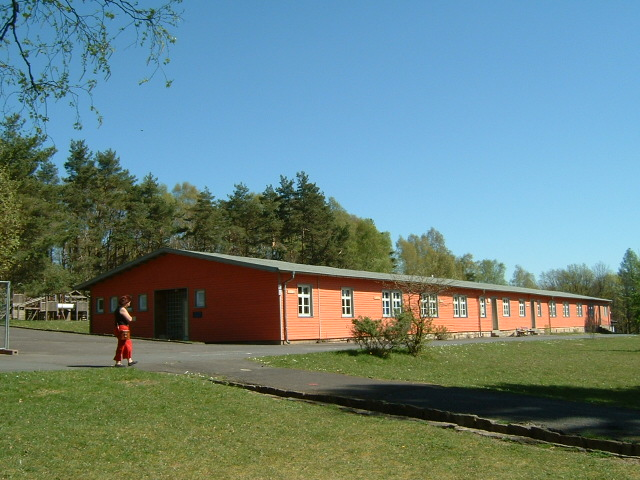
Projekthaus

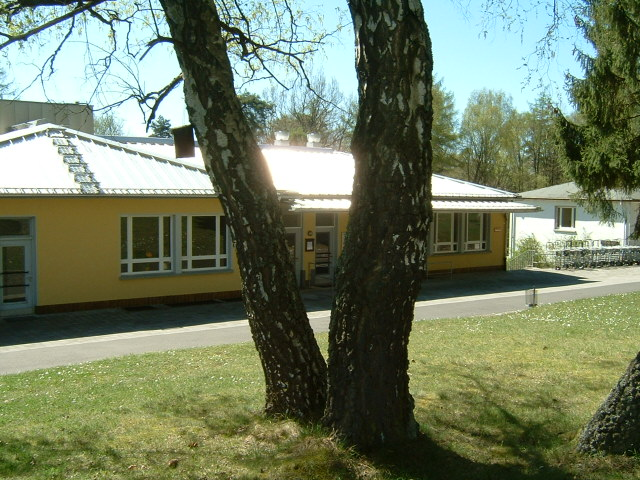
Küche mit Essenausgabe

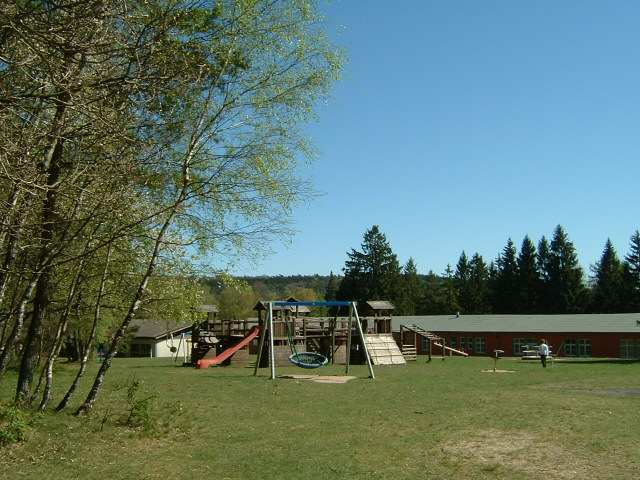
Spielplatz Auf der Höh

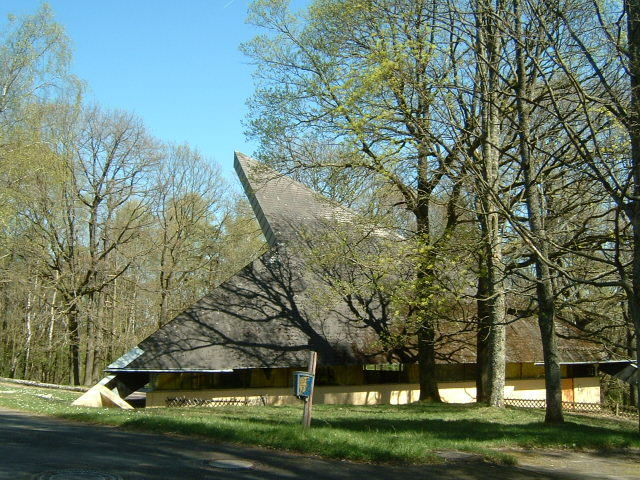
Kirche und Disco

Das Schullandheim Wegscheide (auch Kinderdorf Wegscheide) der Stadt Frankfurt am Main gilt als das größte Schullandheim Deutschlands. Es liegt auf dem Wegscheideküppel im Spessart, 4,5 Kilometer südöstlich von Bad Orb im hessischen Main-Kinzig-Kreis. Das Schullandheim Wegscheide verfügt über 28 Wohneinheiten auf einer Fläche von 35 Hektar. Trägerin ist seit dem 5. Dezember 1938 die städtische Stiftung Frankfurter Schullandheim Wegscheide.

## Militärlager
Die Baugeschichte auf der Wegscheide begann militärisch mit dem Truppenübungsplatz Orb. Bereits 1911 beschloss die Regierung des Königreichs Preußen einen Truppenübungsplatz in Bad Orb anzulegen. 1913 kaufte die Militärverwaltung von der Stadt Bad Orb 1040 Hektar Grund. Kurz vor Beginn des Ersten Weltkrieges im Jahr 1914 wurde auf dem Wegscheideküppel ein Militärlager errichtet; das Gelände war Teil eines Truppenübungsplatzes, der weiter südlich die 1912 abgesiedelten Dörfer Villbach und Lettgenbrunn mit einbezog, der aber an der Wegscheide kaum über die Vorbereitungshandlungen hinauskam. Es wurde ein Militärlager (eher einem Militär-Depot vergleichbar) errichtet, das aus 39 Holzbaracken und drei festen Häusern, die als Pferdeställe und Lagerräume gedient hatten, bestand. „Die Wasserversorgung erfolgte von Mernes her“; „wegen der Höhendifferenz von 300 Metern konnten militärische Versorgungsgüter nur mit einer Seilzugbahn auf die Wegscheide transportiert werden“.
Während des Krieges wurden hier zahlreiche junge Männer zu Soldaten ausgebildet. Dagegen wurde der Bombenabwurfplatz Villbach-Lettgenbrunn sowohl vor als auch während der beiden Weltkriege (Fliegerhorst Rothenbergen) als solcher genutzt.

## Kindererholungsstätte
Nach dem Ersten Weltkrieg suchte August Jaspert im Auftrag der „Frankfurter Kinderhilfe“ nach einer Erholungsstätte für Kinder, die unter den Folgen des Krieges litten. Dieser Ort erschien Jaspert geeignet, der Verwirklichung seiner Idee eines Kindererholungslagers zu dienen. Unterstützt wurde er von Wilhelm Polligkeit (1876–1960) und Spenden Frankfurter Bürger, unter anderem von Willemine von Weinberg, der Ehefrau Arthur von Weinbergs, nach der das von ihr gespendete Haus 1929 benannt wurde. Das Kinderdorf Wegscheide wurde zunächst als GmbH gegründet und verwaltet.
Ab dem 20. August 1920 besuchten zehntausende Frankfurter Kinder im Rahmen einer Klassenfahrt oder einer Ferienfreizeit das Kinderdorf Wegscheide. Allein bis zum Jahr 1952 waren es knapp 120.000.

## Kriegsgefangenenstammlager (Stalag) IX B

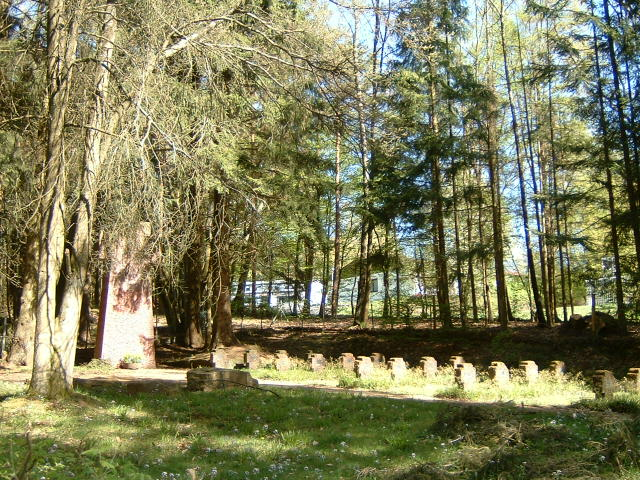
Friedhof

Noch vor dem Beginn des Zweiten Weltkrieges beschlagnahmte die Wehrmacht das Gelände am 27. August 1939. Vom November 1939 bis zum Ende des Zweiten Weltkrieges im Mai 1945 war die Wegscheide ein Stammlager für Kriegsgefangene (Stalag). Die meisten Gefangenen waren als Zwangsarbeiter bei den Bauern der Region oder in Fabrikationsstätten bis nach Frankfurt eingesetzt. Während zunächst Franzosen, Briten und Polen im Lager waren, stammten ab Mitte 1941 die meisten Lagerinsassen aus der Sowjetunion. Ihre Versorgung und Unterbringung war menschenunwürdig und ein Kriegsverbrechen. Noch heute zeugt davon etwa einen Kilometer südlich der Wegscheide der Waldfriedhof Wegscheide, auf dem 1430 sowjetische Kriegsgefangene in Massengräbern beigesetzt sind. Der Frankfurter Historiker Gunter Stemmler und die Heimatforscherin Gudrun Kauck kritisieren den Umgang mit dieser Vergangenheit des Geländes. So sei versucht worden, die Umwandlung der Wegscheide GmbH in die städtische Stiftung als Akt des Widerstandes gegen die Nazis umzudeuten.

## Flüchtlingslager
In den Jahren 1945 bis 1955 diente das Lager Wegscheide als Flüchtlingslager für Heimatvertriebene aus den ehemaligen deutschen Ostgebieten. Zeitweise lebten bis zu 3000 Menschen in den Baracken und Steinhäusern. Westlich der Wegscheide befindet sich ein Heimatvertriebenenfriedhof.
Am 31. Dezember 1950 wurden auch die letzten Insassen des DP-Lagers Babenhausen in das Lager Wegscheide verlegt, da ihre Unterkunft in Babenhausen, eine ehemalige Kaserne, fortan von den Amerikanischen Streitkräften als Garnisonsstandort genutzt werden sollte. Bei den aus Babenhausen umgesiedelten Flüchtlingen handelte es sich um sogenannte National-Tschechen, „die im Frühjahr 1948 aufgrund der Staatskrise in der Tschechoslowakischen Republik in die amerikanische Zone Deutschlands gelangt waren“. Aufgrund einer amerikanischen Ausnahmegenehmigung war ihnen der DP-Status verliehen worden, „der ihnen eine bessere Versorgung unter der Obhut der IRO sowie eine Unterbringung in IRO-Lagern gewährleistete“.

## Wiedergründung als Schullandheim
Bereits 1949 waren erstmals wieder Frankfurter Schüler mit ihren Lehrern auf der Wegscheide zu Besuch. Während dieser Zeit waren in den Häusern am Haupteingang noch Flüchtlinge untergebracht. Für die Wiederinbetriebnahme des Schullandheims setzte sich besonders der Frankfurter Schuldezernent Heinrich Seliger ein, um den Kindern und Jugendlichen in der stark zerstörten Stadt eine Erholungsstätte in freier Natur zu schaffen. Seit 1949 besuchen jährlich 6000 bis 7000 Schüler, vor allem aus Frankfurt am Main, das Kinderdorf Wegscheide.
Seit den 1980er-Jahren wurden auf der Wegscheide sowohl der Bestand der Gebäude als auch das Konzept modernisiert. Neben neuen Belegungshäusern sind hier der Bau einer Kläranlage und einer Holzhackschnitzel-Heizungsanlage sowie die Installation von Sonnenkollektoren zu nennen. Heute können Gruppen aus einem reichhaltigen Projektangebot der Umwelt- und der Erlebnispädagogik wählen. In dem abgegrenzten Gelände ohne Autoverkehr können sich die Kinder und Jugendlichen frei bewegen.
Ein Neubau, der 2019 eingeweiht wurde, trägt den Namen Diesterweg-Haus, benannt nach dem Reformpädagogen Adolph Diesterweg. „Mit dem heute eingeweihten Haus sind wir auf der Höhe der Zeit“, sagte Reimund Noack für den Vorstand der Stiftung Frankfurter Schullandheim Wegscheide in Anwesenheit der Bildungsdezernentin Silvia Weber.